# Mochlozetes ryukyuensis
Mochlozetes ryukyuensis is een mijtensoort uit de familie van de Mochlozetidae. De wetenschappelijke naam van de soort is voor het eerst geldig gepubliceerd in 2006 door Aoki.